# Tourbe
Pour les articles homonymes, voir Tourbe (homonymie).
 (septembre 2009).
Si vous disposez d'ouvrages ou d'articles de référence ou si vous connaissez des sites web de qualité traitant du thème abordé ici, merci de compléter l'article en donnant les références utiles à sa vérifiabilité et en les liant à la section « Notes et références ».
La tourbe est une matière organique fossile formée par l'accumulation et la décomposition partielle de matière organique dans un milieu saturé en eau, essentiellement des végétaux morts. La tourbe forme la majeure partie des sols des tourbières. Séchée, elle donne un combustible brun à noirâtre qui chauffe moins que le bois et le charbon.
L'extraction de la tourbe a été l'une des causes de disparition ou dégradation de nombreuses zones humides, laissant parfois place à de vastes étangs (comme dans le marais audomarois).

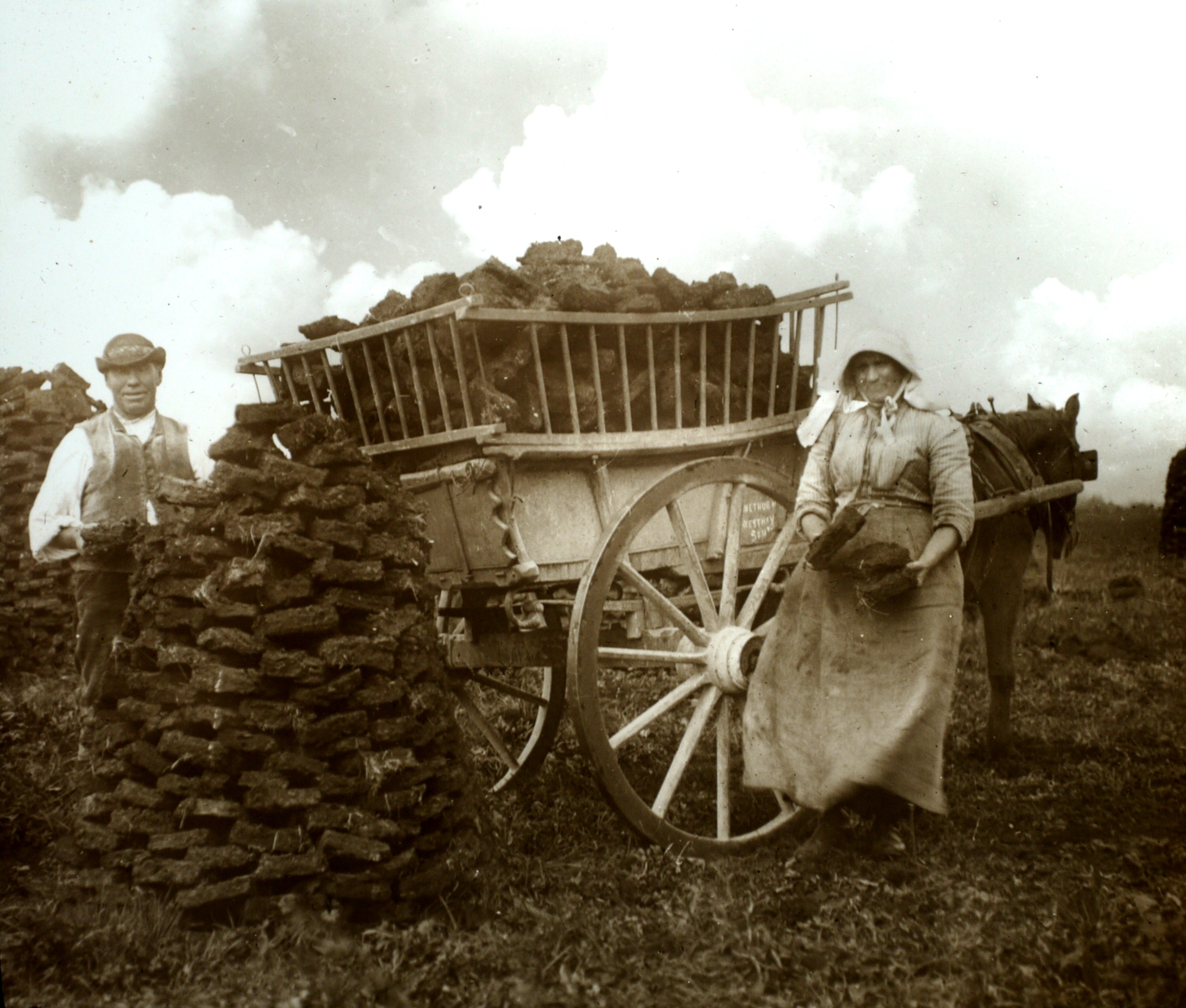
« Cueilleurs » de tourbe à Westhay, dans le Somerset en 1905.

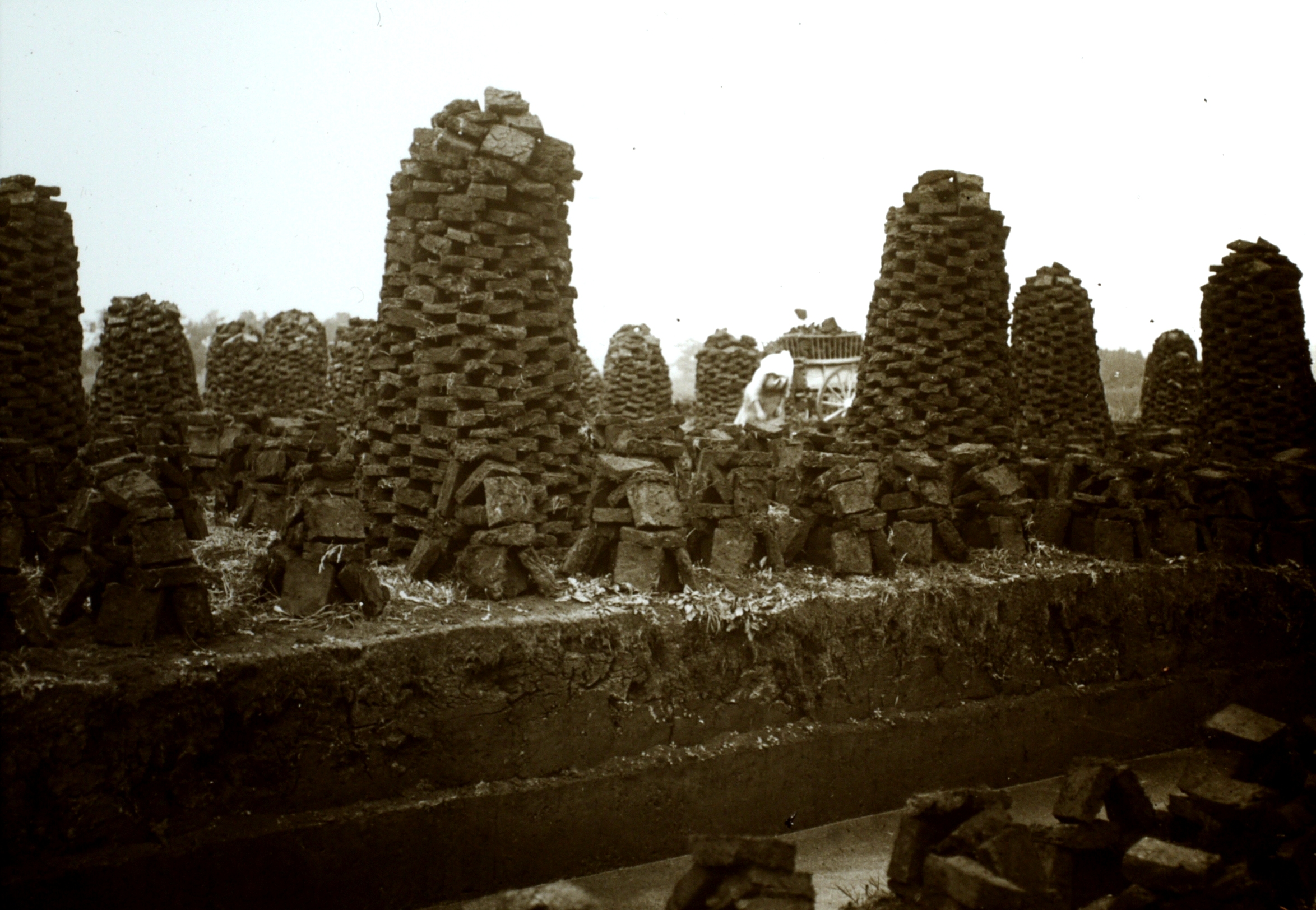
Stockage et découpe à Westhay, Somerset Levels.

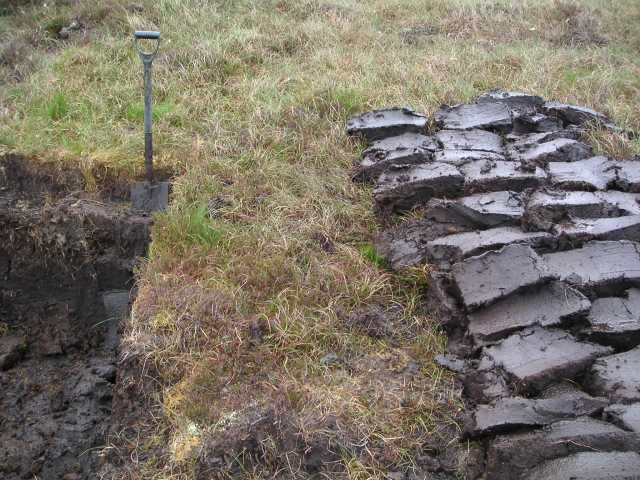
Tourbe fraichement extraite (Lewis (Écosse)).

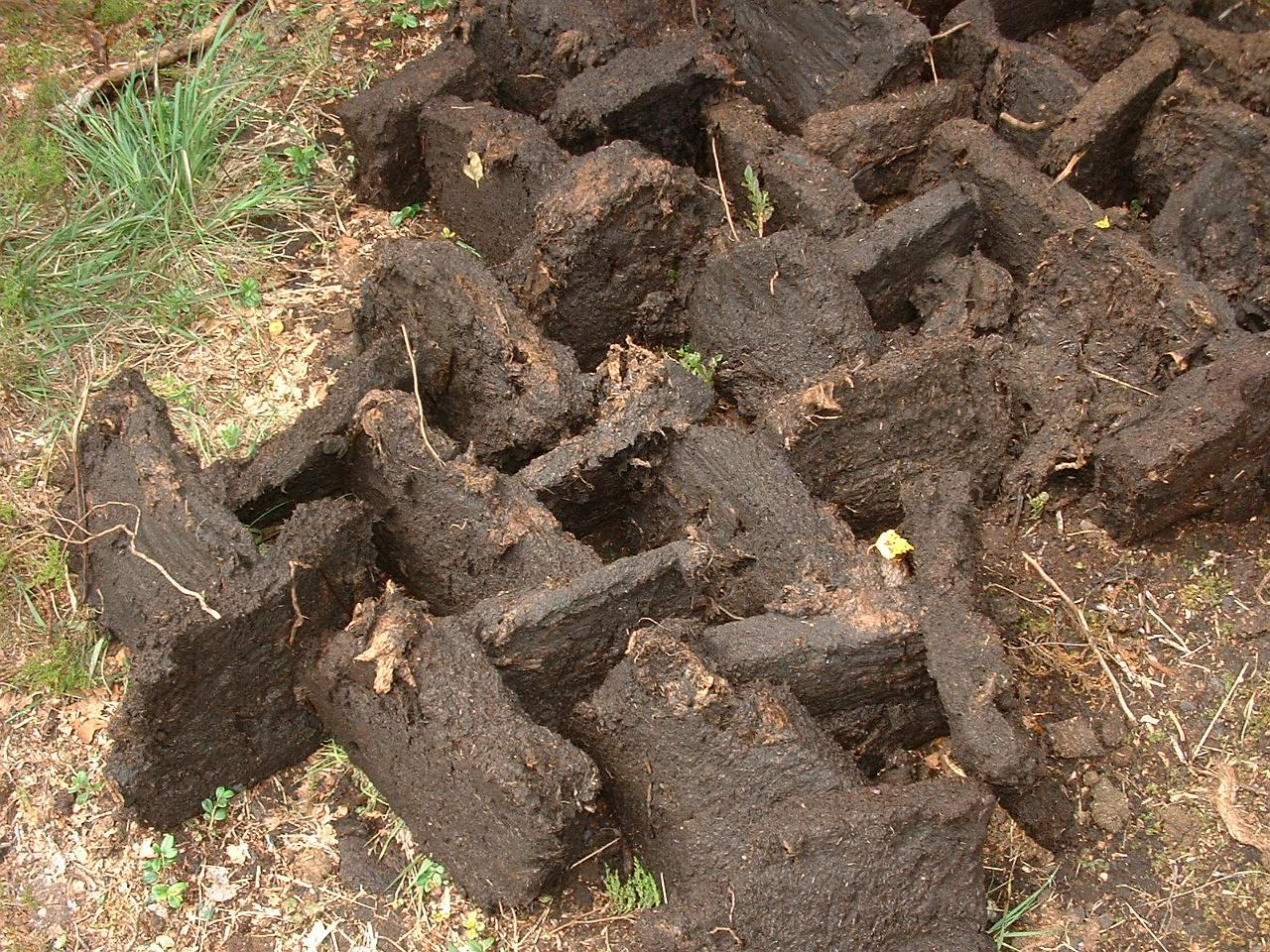
Tranches de tourbe noire mises à sécher pour utilisation comme combustible.

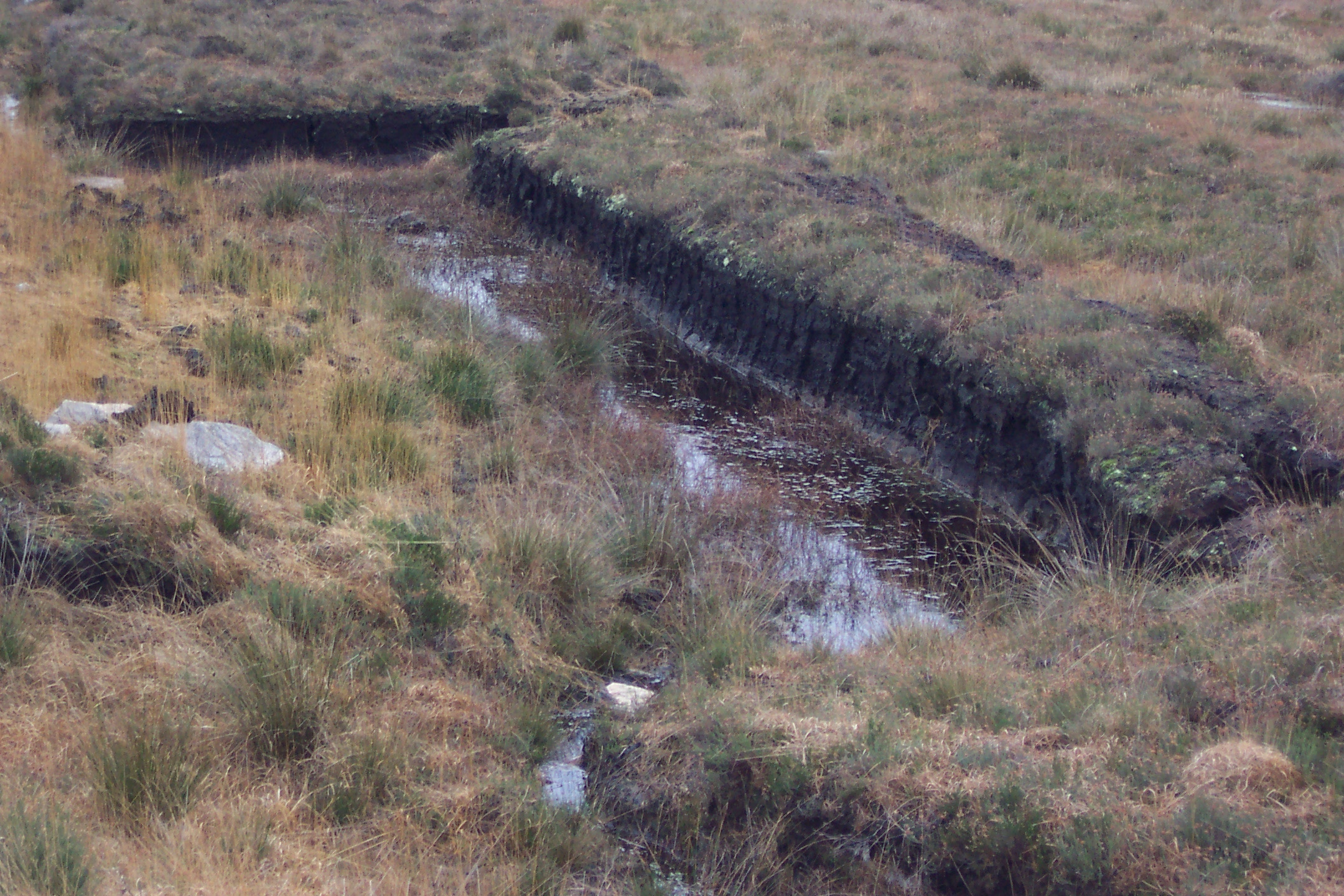
Fosse de tourbage en Irlande, après la récolte.

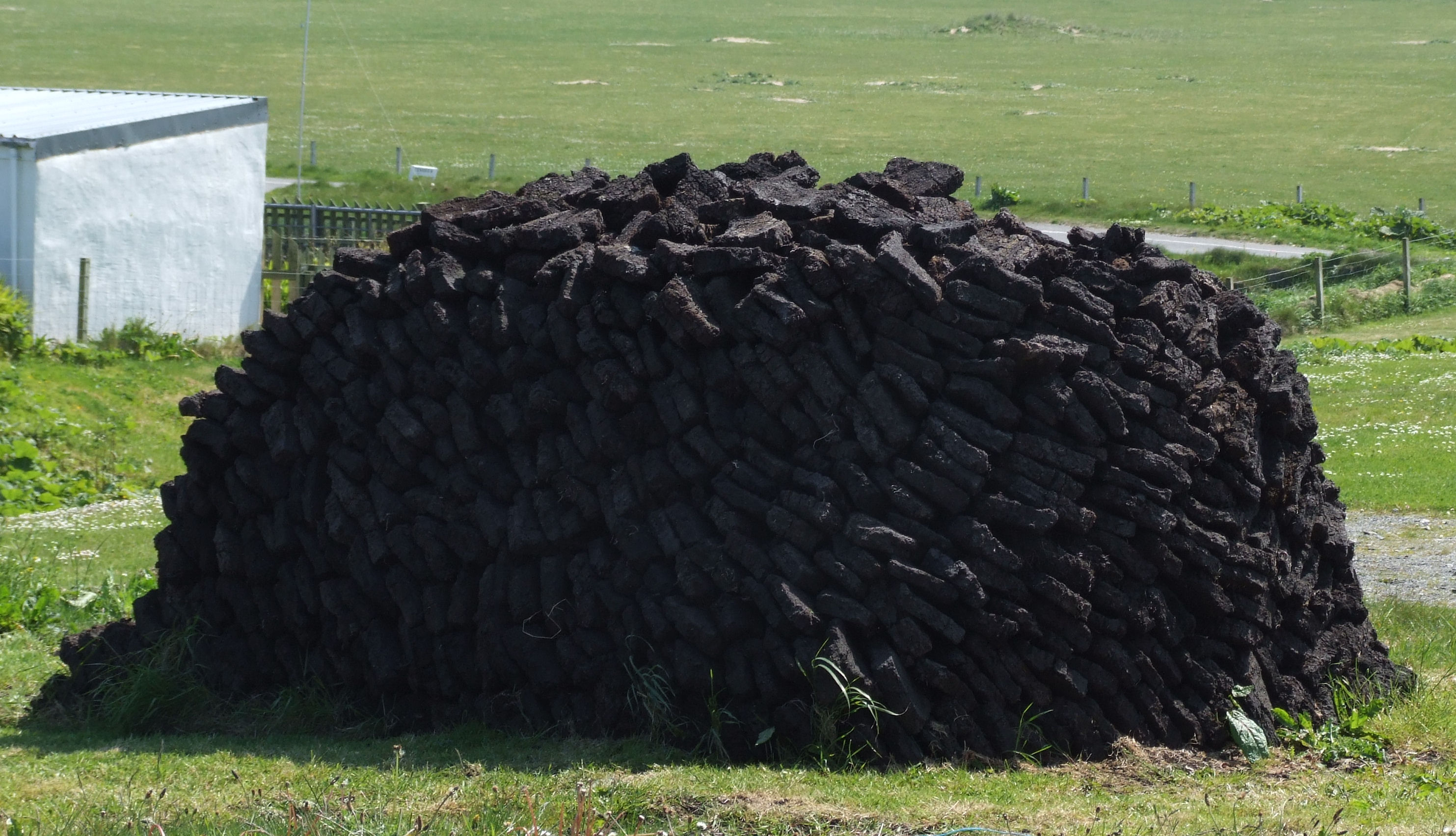
Stock de tourbe, Écosse.

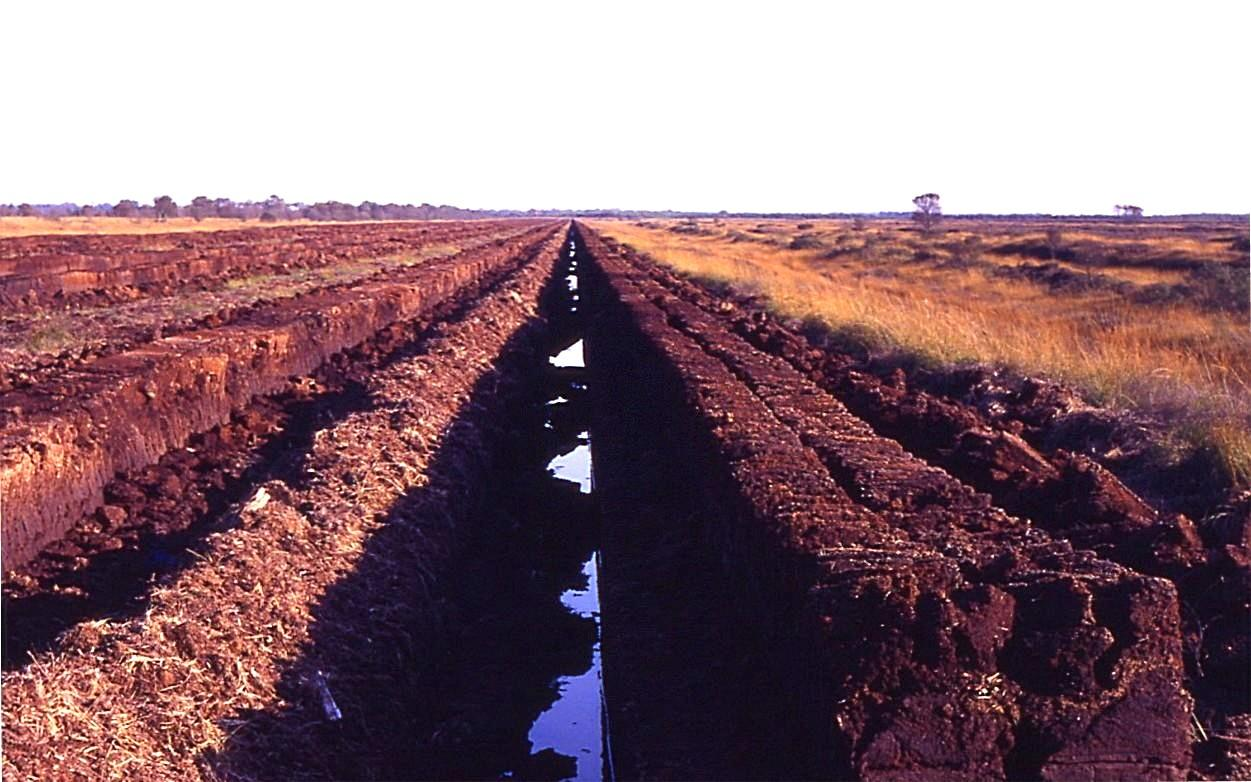
Exploitation en zone de conservation de la nature, en 1987, dans l'« Ewiges Meer » (le « Lac éternel »), Frise, NO de l'Allemagne).

## Définition et typologie
La tourbe se définit comme produit de la fossilisation de débris végétaux (dits « turfigènes », comme diverses espèces de sphaignes par exemple) par des microorganismes (bactéries, arthropodes, champignons, microfaune) dans des milieux humides et pauvres en oxygène — que l'on appelle tourbières — sur un intervalle de temps variant de 1 000 à 7 000 ans. Si, à cause de son enfouissement, la tourbe est soumise à des conditions particulières de pression et de température, elle se transforme, au bout d'une période de l'ordre du million d'années, en charbon. La tourbe peut ainsi être considérée comme une étape intermédiaire à la formation de charbon. Habituellement, on classe la tourbe en trois grandes catégories selon le type de végétaux supérieurs dont elle est issue :
1. La tourbe blonde : qui provient de la transformation des sphaignes. Elle est riche en fibre de cellulose et en carbone. Sa texture est dite fibrique. Ses autres traits essentiels sont sa faible densité, sa forte teneur en eau et sa pauvre teneur en cendre minérale car souvent jeune (3 000-4 000 ans).
2. La tourbe brune : qui provient de la transformation de débris végétaux ligneux (arbres divers) et d'éricacées. Elle est composée de fibres mélangées à des éléments plus fins, provenant d'une dégradation plus poussée des végétaux, lui donnant une texture mésique. Elle est plus âgée (5 000 ans) que la précédente.
3. La tourbe noire : qui provient de la transformation des cyperaceae. Elle est riche en particules minérales et organiques fines. Il y a moins de carbone et plus de cendres. La texture est le plus souvent saprique, c'est-à-dire que la tourbe est plastique et moins fibreuse. Visuellement, la tourbe noire se distingue facilement de la tourbe blonde par sa couleur foncée. Une tourbe blonde très ancienne tend à se rapprocher, par certains caractères de la tourbe noire (10 000-12 000 ans).

En pédologie, on distingue deux types de tourbe :
- La tourbe calcique : qui se forme dans les bas-fonds constamment saturés d'eau sur un substrat calcaire, l'alimentation en eau provenant d'une nappe d'eau alimentée en permanence. Le pH est neutre (ou légèrement alcalin) et le rapport C/N inférieur à 30.
- La tourbe acide (oligotrophe) : qui se forme dans les cuvettes où s'accumulent les eaux pauvres en calcium (d'origine atmosphérique : pluie, neige ...). Le pH est acide (entre 4 et 5) et le rapport C/N est de l'ordre de 40.

## Étymologie
On ne trouve pas trace du mot « tourbe » en français avant le XIIIe siècle. On note aussi la graphie « torbe » à la même époque. Ce terme est issu du vieux bas francique *turba « tourbe ».

## Propriétés physiques et chimiques

### Composition
La composition physique et chimique de la tourbe dépend de nombreux facteurs comme la nature de la végétation, le climat régional, l'acidité de l'eau et le degré de diagenèse. La tourbe est constituée majoritairement d'eau et de matière organique mal décomposée (de 80 à 90 % du poids en cendres). Les 10 à 20 % restants correspondent à la matière organique décomposée. La teneur en carbone peut atteindre 50 % en poids, ce qui fait de la tourbe séchée un relativement bon combustible. La tourbe s'élabore en moyenne à raison de cinq centimètres par siècle.
La matière organique de la tourbe est principalement constituée de cellulose et de lignine. Ces deux constituants sont généralement considérés comme inertes aux réactions d'adsorption. Cette matière organique contient également des substances humiques qui ont un fort pouvoir absorbant. Ces substances humiques portent en effet des groupements polaires comme les alcools, les aldéhydes, les cétones, les acides carboxyliques, les phénols et les éthers capables de fixer les éléments traces. D'où l'idée d'utiliser la tourbe comme agent pour la purification des eaux usées.
La forte accumulation en matière organique dans le sol donne lieu à une baisse importante en teneur en minéraux. Ainsi les plantes de la tourbière doivent être adaptées à cette pénurie de minéraux. C'est notamment le cas pour les plantes carnivores qui puisent leur matière minérale dans les insectes qu'elles capturent comme les droséras.

### Géomécanique
La tourbe présente une très forte plasticité et compressibilité qui la rend inutilisable pour supporter une charge importante à long terme. Même si l'épaisseur de tourbe ne constitue qu'une partie du sous-sol, le tassement qu'elle peut provoquer est difficile à prévoir et à modéliser.
Lors du calcul des fondations d'un ouvrage posé sur ce type de sol, il conviendra donc de prévoir un système de fondation sur pieux, ou sur pilotis.
Lorsque la charge survient de manière cyclique, à la suite de l'apparition d'un plan de cisaillement, une rupture est aussi parfois susceptible de se produire, ce qui a pu provoquer des accidents tels que des déraillements de train.

## Utilisations

### Usages agricoles
La tourbe est depuis longtemps utilisée dans le domaine agricole, notamment comme substrat pour de l'agriculture in situ, mais aussi extraite pour utilisation ex situ comme fertilisant organique ou substrat horticole. Mondialement, ce sont environ 40 000 000 m3 de tourbe qui sont utilisés annuellement, dont la grande majorité provient de l'Allemagne et du Canada.
Les tourbières ont longtemps été considérées comme des « wastelands », impropres à l'agriculture. Le drainage, en abaissant le niveau de l'eau, augmente la production agricole. Toutefois, l'utilisation agricole des tourbières conduit à leur destruction irrémédiable (perte de la biodiversité typique), à la libération du carbone séquestré et à la diminution de la productivité agricole à long terme. En Europe, 52 % de la surface des tourbières ont été détruites, dont la moitié pour une utilisation agricole. À l'heure actuelle, 14 % des tourbières européennes restantes sont utilisées pour l'agriculture, les plus grandes superficies de tourbières converties pour l'agriculture étant trouvées en Russie, Allemagne, Biélorussie, Pologne et Ukraine.
En horticulture, la tourbe blonde formée de sphaignes est principalement utilisée. Celle-ci possède de nombreuses propriétés physicochimiques qui améliorent la structure, la capacité de rétention d’eau, l’aération et le pouvoir tampon des sols. La tourbe blonde constitue généralement entre 50 et 100 % des substrats horticoles. Des pots de tourbe compressée sont également disponibles dans le marché horticole et sont utilisés principalement pour le repiquage des plantules. La tourbe est actuellement le substrat horticole de croissance le plus important au monde.

### Comme combustible

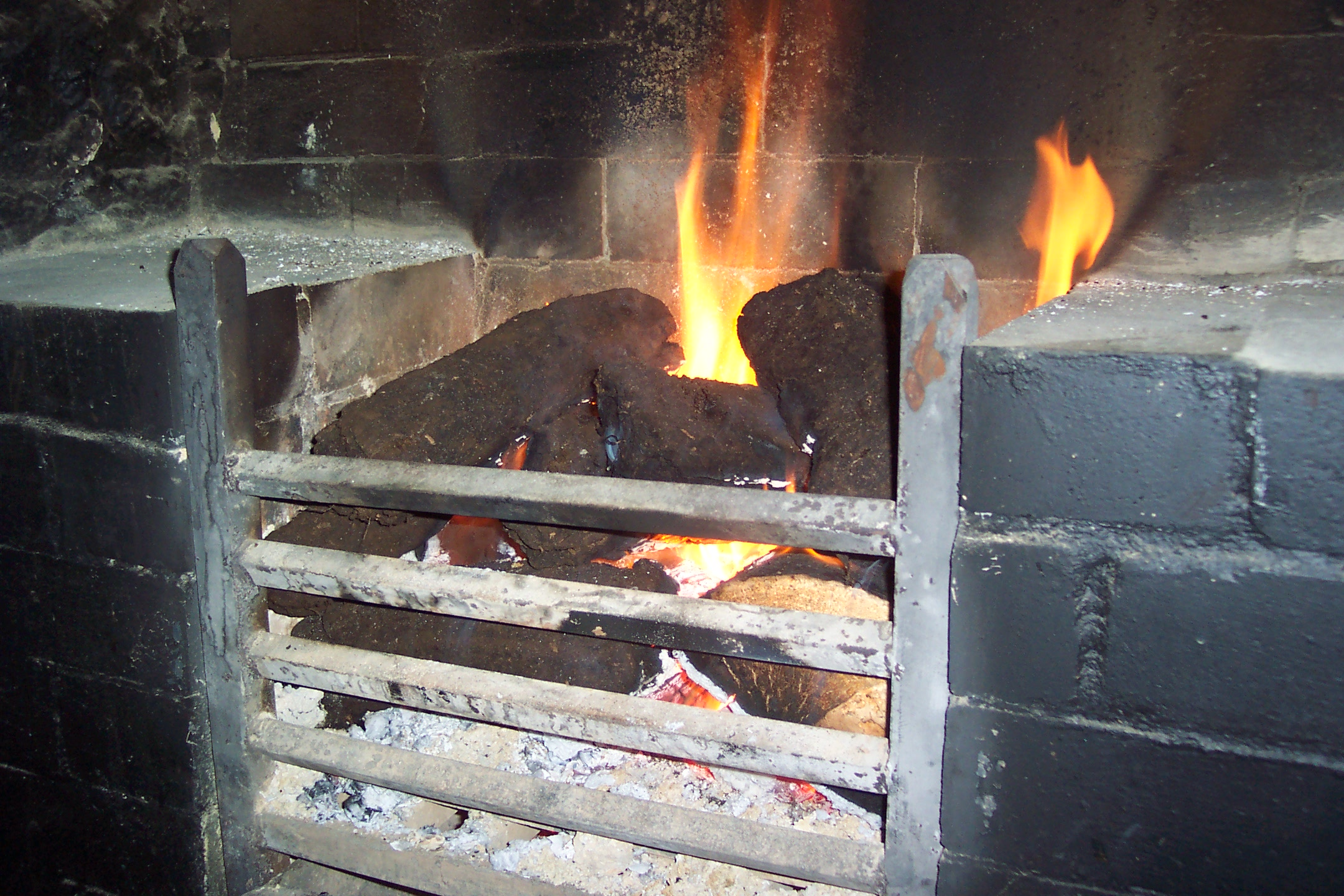
Feu de tourbe

La tourbe est couramment utilisée comme combustible, par exemple en Irlande. La centrale électrique de Chatoura en Russie est la plus importante centrale électrique thermique fonctionnant avec de la tourbe, elle utilise pour sa production 11,5 % de tourbe, 78,0 % de gaz naturel ainsi qu'un peu de fioul et de charbon, fournissant ainsi une puissance de 1 500 MW d'électricité.
La tourbe peut être simplement séchée, elle brûle alors assez difficilement et il peut être nécessaire de la faire brûler avec du bois. Elle peut également être vendue comprimée en briquettes pour une meilleure combustion.
Son utilisation a été interdite dans certaines agglomérations comme Dublin à cause des poussières importantes dégagées par sa combustion.
Les feux de tourbe sont aussi utilisés pour faire sécher l'orge au cours du processus de fabrication de certains whiskies écossais.
Au XIXe siècle, la tourbe fut aussi transformée par « distillation » ou « carbonisation » (en fait une pyrolyse) dans des cornues pour obtenir le charbon de tourbe. Les sous-produits de cette pyrolyse permirent aussi d'obtenir du gaz de tourbe, au pouvoir éclairant remarquable mais encore plus polluant et plus cher à produire que le gaz de houille.
La combustion de la tourbe a une odeur très particulière qui se répand encore dans les villages à l’arrivée de l’hiver en Irlande. Cette odeur est associée avec les soirées en famille ou au pub autour du feu et devient l’objet d’un commerce folklorique.
Elle est remise en cause en Irlande comme combustible, du fait de son impact écologique.
| Produits                                | Teneur en carbone (en %) | Pouvoir calorifique (en kJ/kg) |
| --------------------------------------- | ------------------------ | ------------------------------ |
| Anthracite                              | 93 - 97                  | 33 500 - 34 900                |
| Charbon maigre et houille anthraciteuse | 90 - 93                  | 34 900 - 36 000                |
| Charbon demi-gras ou semi-bitumineux    | 80 - 90                  | 35 000 - 37 000                |
| Charbon gras ou bitumineux à coke       | 75 - 90                  | 32 000 - 37 000                |
| Flambant                                | 70 - 80                  | 32 700 - 34 000                |
| Lignite                                 | 50 - 60                  | < 25 110                       |
| Tourbe                                  | < 50                     | 12 555                         |

### Feux de tourbe ("tourbes fumantes")
Quand une tourbière est drainée, elle peut lentement brûler horizontalement et verticalement sous le sol superficiel durant des années parfois (Black et coll., 2016 ; Usup et coll., 2004), entrainant la consommations de carburant probablement la plus importante au monde si on la rapporte aux unité de surface au sol brûlée. Ils sont les plus courants en Indonésie, car ce pays contient la plus grande superficie de tourbières tropicales défrichées et le plus grand volume de tourbières tropicales drainées, à Sumatra et Kalimantan,. Le Brésil abrite encore plus de tourbières tropicales, mais à ce jour[Quand ?] encore peu drainées.
Selon la première (2018) revue de la littérature scientifique sur les émissions de tourbe fumante, en raison du drainage des tourbière et du réchauffement climatique, on constate dans le monde une forte augmentation de la quantité, surface et durée de feux couvants de tourbières. Ces feux sont difficiles à détecter à leur début, puis impossibles à stopper quand ils ont pris une certaine ampleur, sont bien moins impressionnants que les mégafeux très médiatisés, car essentiellement souterrains et longs (mois ou années), « se propageant dans un front couvant auto-entretenu, de faible intensité, mais largement distribué à dans les couches de tourbe souterraines »). Selon Robert R. Noir & al. (2016), ils sont néanmoins « les plus grands incendies sur Terre en termes de consommation de combustible, signalés sur six continents et responsables d’épisodes de brume régionaux ». Cette brume de basse altitude diminue grandement la qualité de l'air, contribue aux émissions de GES, de métaux lourds et métalloïdes toxiques et écotoxiques, ainsi que de gaz toxiques (CO notamment) et de particules nocives, et est une cause fréquente d'urgences sanitaire et d'autres problèmes de santé publique (asthme, maladies cardiovasculaires, dépression…). Elle peut perturber les transports et le tourisme. Il a été évalué (extrapolation à partir d'analyse de laboratoire) que le feu de tourbe remarquable de 2008 sur le chemin Evans en Caroline du Nord, à lui seul a constitué 4 à 6 % de l'inventaire annuel des États-Unis pour les particules PM 2.5 et les émissions de PCDD/PCDF, et 5 % de la quantité de CO émise dans le pays en un an.
Ces feux de tourbes sont encore mal compris. Leur fumée et leur teneur en particules fines et ultrafines diffèrent en fonction de la latitude, probablement car les tourbes tropicales contiennent plus de carbone qu'en zone circumpolaire et tempérée (56,0 contre 44,2 %) et que leur dynamique de combustion diffère. Le régime de combustion des feux de forêt est encore mal compris, et il semble « très sensible à des variables de terrain inconnues ».

### Matériau de construction
La tourbe a longtemps pu servir de matériau de construction dans les régions où le bois fait défaut. En Islande par exemple, elle a été très utilisée au Moyen Âge pour la construction de fermes appelées torfbær (« maisons de gazon »). En Irlande, les familles pauvres l'utilisaient pour la construction de petites maisons, notamment aux XVIIe et XVIIIe siècles.
Des briques de tourbes sont alors agencées pour former les murs, et un tapis de pelouse est déroulé sur la charpente du toit. La tourbe présente en effet l'avantage d'être facilement manipulable et d'être un bon isolant thermique, grâce à sa forte porosité.

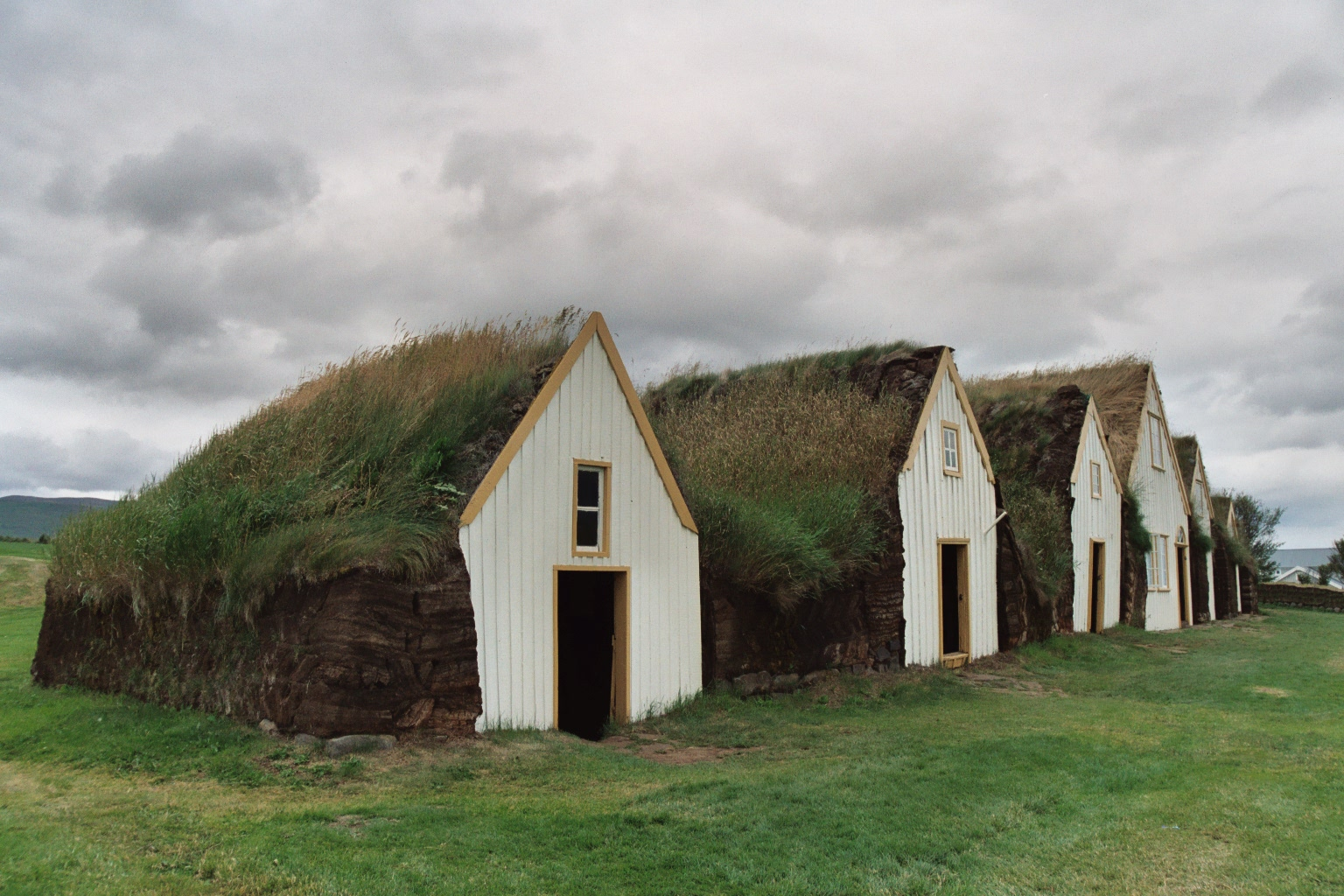
Vue de face d'une ferme en tourbe islandaise
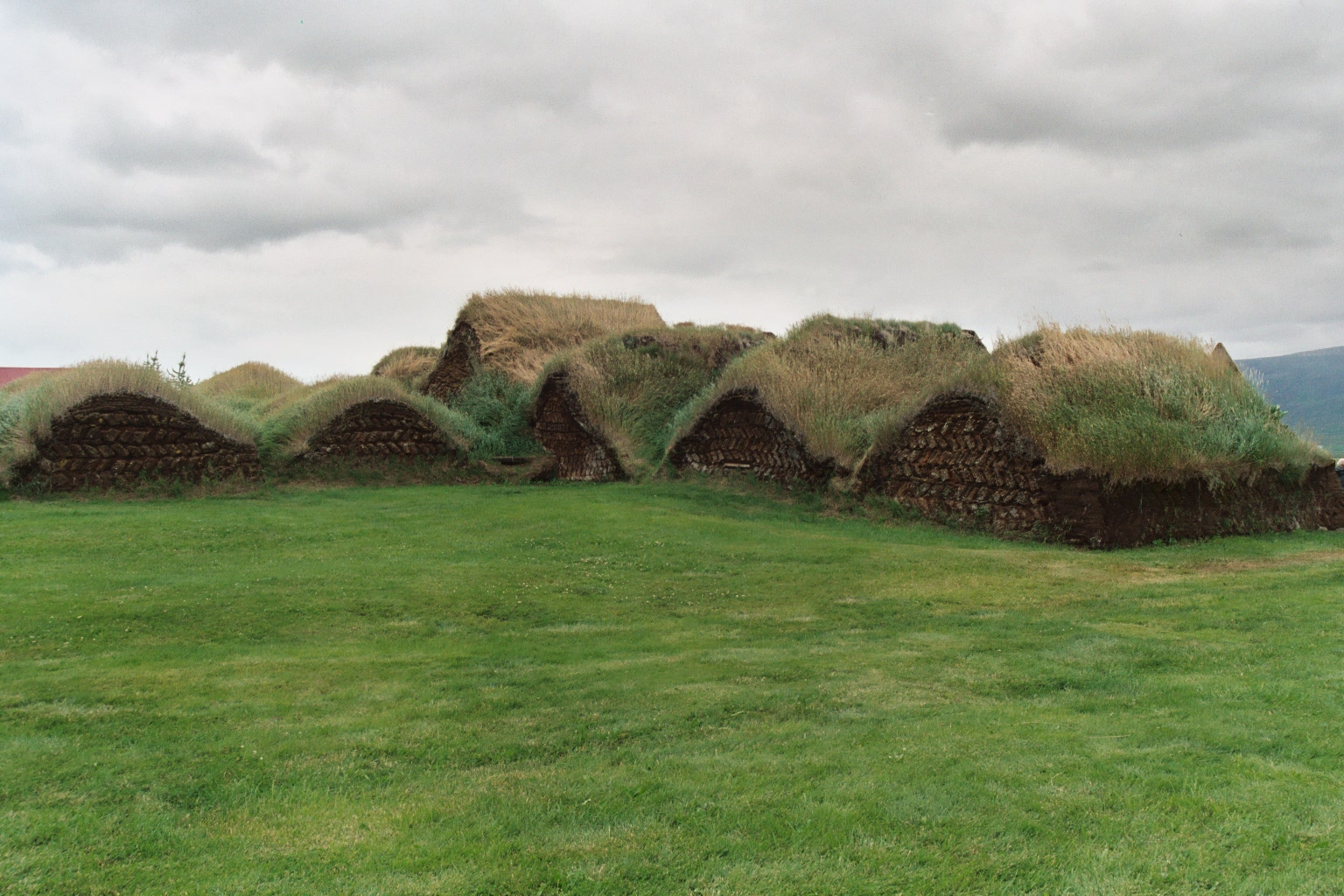
Vue arrière
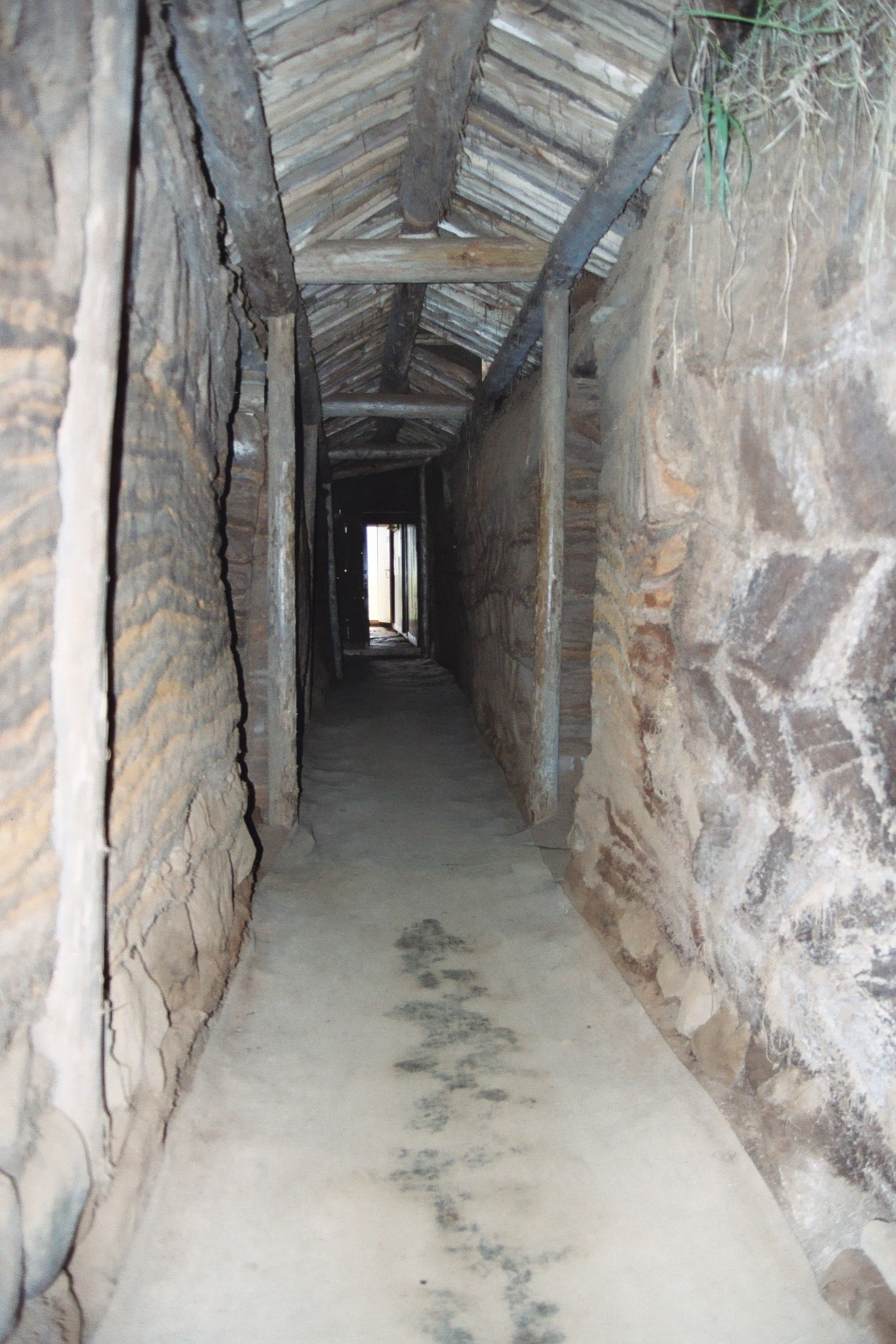
Le couloir central

## Commerce
En 2014, la France était importatrice de tourbe d'après les statistiques douanières. Le prix moyen à la tonne à l'import était de 120 €.

## Caractère non renouvelable
Considérant que l'accumulation moyenne de tourbe annuelle est d'environ 1 mm, la formation de la tourbe s'effectue sur plusieurs milliers d'années. À l'échelle humaine, la tourbe n'est pas un produit renouvelable au même titre que les autres combustibles fossiles et son utilisation tend à l'épuisement des ressources.
Différentes alternatives existent à l'utilisation de la tourbe, par exemple en agriculture et en horticulture, la tourbe peut être remplacée en partie par du compost, de la vermiculite, de la fibre de coco. Toutefois, aucun de ces matériaux n'ont démontré le potentiel de remplacer complètement la tourbe en termes de durabilité, disponibilité et qualité comme substrat de croissance. En horticulture, l'utilisation de fibres de sphaignes non décomposées pourrait s'avérer une alternative intéressante. Les sphaignes non décomposées et la tourbe de sphaigne ont des propriétés très similaires et les fibres de sphaigne peuvent remplacer, même à 100 % la tourbe de sphaigne sans diminuer la qualité du substrat horticole. Les fibres de sphaignes contrairement à la tourbe consistent en une ressource renouvelable. De plus, comme la culture de sphaigne s'effectue sur des tourbières remouillées (paludiculture), certaines fonctions écosystémiques sont donc restaurées (séquestration de carbone, refuge de biodiversité…). La culture de sphaignes apparait donc une alternative intéressante à l'extraction de la tourbe et une voie prometteuse pour la gestion responsable des tourbières.
Une gestion plus responsable de la ressource en tourbe inclut la protection des tourbières et leur restauration. Depuis le début des années 1990, la tourbe n'est plus exploitable en Suisse ni en Région wallonne (Belgique). En effet, les tourbières sont considérées comme sites d'importance nationale et sont donc protégés.

## Calendrier
Dans le calendrier républicain, Tourbe était le nom donné au 1er jour du mois de nivôse.